# Battleford
Battleford es un pueblo canadiense situado en la provincia de Saskatchewan.

## Superficie
Battleford tiene una superficie de 23,26 km².

## Demografía
En 2021, tenía 4400 habitantes, una densidad poblacional de 189,2 hab./km², y 1877 viviendas.